# Mezony
Mezony – cząstki elementarne należące do hadronów, o liczbie barionowej B = 0 oraz spinach całkowitych. Mezony zbudowane są z par kwark-antykwark, co jest związane z tym, że wypadkowy ładunek kolorowy cząstki musi być równy zeru (antykwark posiada antykolor kwarku). Wewnętrzna geometria mezonu może być określona poprzez geometrię Bolyai-Łobaczewskiego i przypuszczalnie ma, tak jak grawitacja, naturę geometryczną.
Historycznie nazwa mezon dotyczyła cząstek o masie pośredniej (po grecku mesos – pośredni) między masą elektronu a masą protonu. Obecnie do mezonów zalicza się także wiele rezonansów o masach większych od masy protonu.
Do metatrwałych (trwałych ze względu na oddziaływanie silne) mezonów należą mezony π (piony), K (kaony), η, D i B, a do rezonansów mezonowych mezony ρ, ω, φ, J/ψ i Υ,
przy czym zgodnie z regułą OZI lekkie stany mezonów ψ i Υ są jednak stosunkowo trwałe.
Wszystkie metatrwałe mezony mają spin 0 i parzystość – chociaż dla B nie jest to pewne.
Jądro atomowe, interpretowane jako stany związane barionów, istnieje wskutek wymiany mezonów między barionami.

## Historia
W 1935 Hideki Yukawa opublikował teorię silnych oddziaływań jądrowych, która przewidywała istnienie cząstek o masie pośredniej między protonem a elektronem. Proponowano dla nich takie nazwy, jak barytron, yukon, mesotron, meson. W 1936 Carl David Anderson odkrył cząstkę o odpowiedniej masie, dzisiaj nazywaną mionem, ale jej własności nie odpowiadały przewidywaniom teorii. Przewidywaną cząstkę, dziś nazywaną mezonem π albo pionem, odkrył Cecil Frank Powell.

## Nazewnictwo
Mezony pozbawione zapachu – różne możliwości i odpowiednie symbole są podane w tabeli:
|                | JPC =    | (0, 2…)− + | (1, 3…)+ − | (1,2…)− − | (0, 1…)+ + |
| Skład kwarkowy | 2S+1LJ = | ¹(S, D…)J  | ¹(P, F…)J  | ³(S, D…)J | ³(P, F…)J  |
| -------------- | -------- | ---------- | ---------- | --------- | ---------- |
| ud, u − dd, du | I = 1    | π          | b          | ρ         | a          |
| u + dd, s      | I = 0    | η, η’      | h, h’      | φ, ω      | f, f’      |
| c              | I = 0    | ηc         | hc         | ψ         | χc         |
| b              | I = 0    | ηb         | hb         | Υ         | χb         |
| t              | I = 0    | ηt         | ht         | θ         | χt         |

Mezony obdarzone zapachem:
| kwark | symbol | kwark | symbol |
| ----- | ------ | ----- | ------ |
| c     | D      | t     | T      |
| s     | K      | b     | B      |